# Pedro Ahlmark

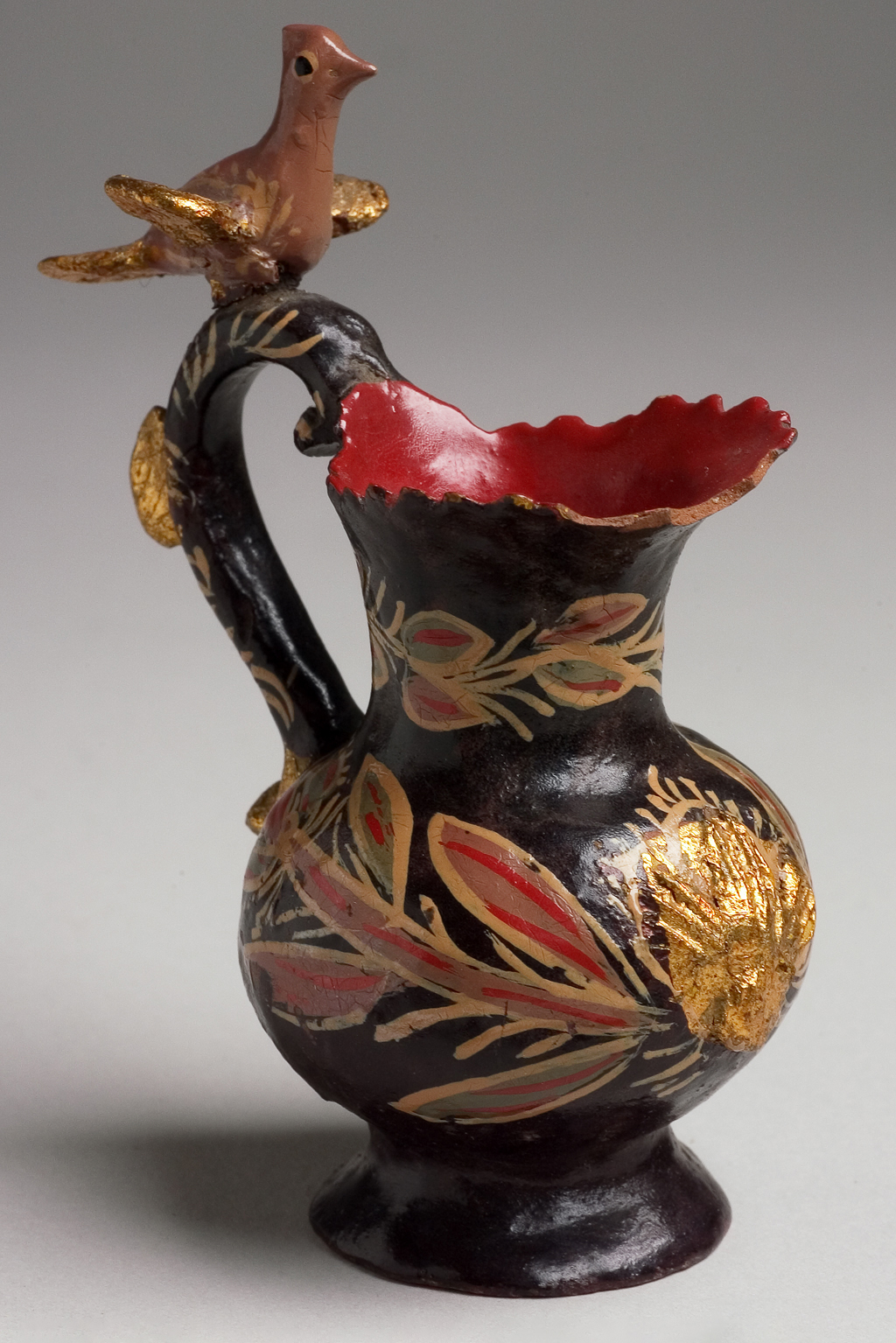
1974.15.0056. Miniatyrvas från Chile med handtag med liten duva, ur Etnografiska museets samlingar.

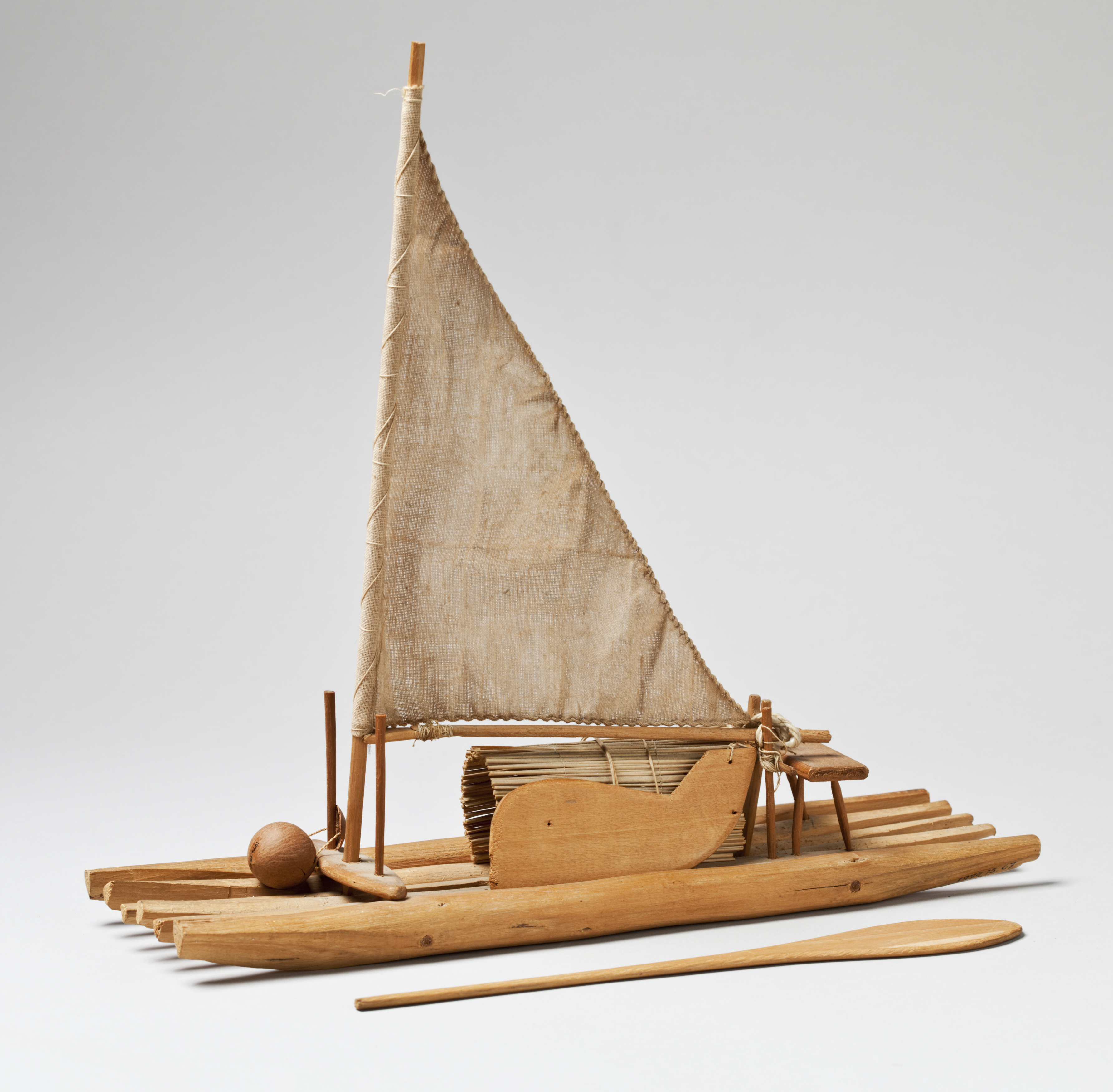
1974.15.0067. Båtmodell från Chile med triangulärt segel, ur Etnografiska museets samlingar.

Oscar Pedro Ahlmark, född 29 januari 1896 i Karlstad, död 13 april 1976 i Stockholm, var en svensk kommendörkapten. Han var son till Carl Oscar Ahlmark.

## Biografi
Pedro Ahlmark gjorde 1913 praktik på S/S Elfdalen och avlade studentexamen i Karlstad 1914. Samma år gjorde han praktik på S/S Anglia. Efter att ha blivit sjökadett 1915 deltog han i sjöexpeditioner med pansarkryssaren Fylgia (1915, 1915–1916, 1916 & 1917) och pansarbåten Niord (1918) innan han den 24 oktober 1918 tog sjöofficersexamen. Han blev fänrik i flottan 1918, entledigad 1919 (med inträde i reserven), underlöjtnant 1921 och löjtnant 1922. Åren 1924–1925 studerade han vid Kungliga Sjökrigshögskolan (KSHS) och blev kapten 1933, efter en långresa 1931-1932 med Fylgia till Indien och Ceylon (nuvarande Sri Lanka). Han tjänstgjorde 1940 som sekond på pansarskeppet Oscar II och vid Försvarsstaben 1941-1943. Han inträdde 1946 i flottans reserv och blev 1949 kommendörkapten av andra graden.
Ahlmark var medlem i Wermländska Sällskapet i Stockholm (1945-1960), Svenska Frimurare Orden och Kungliga Motorbåt Klubben (KMK). Han skrev ett flertal militära artiklar i facktidskrifter och dagspress, reseskildringar och sjömilitära filmmanuskript. Han var kanslichef för Föreningen Armé - Marin- och Flygfilm under åren 1952–1965 och medverkade i filmproduktion, bl.a. som sjömilitär rådgivare i filmerna Blåjackor (1945) och Flottans glada gossar (1954) med Nils Poppe respektive Åke Söderblom & Gunnar Björnstrand i huvudrollerna. I filmen "Chefen på kryss med Trollöga" spelade han själv en av huvudrollerna.
Ahlmarks fritidsintressen var fiske, sjösport och skidåkning.
Etnografiska museet i Stockholm innehar en samling med 100 etnografiska föremål från Chile och Peru, bl.a. vaser, medaljer, korgar, krukor och en båtmodell, samtliga förvärvade 1974 från Pedro Ahlmark.

## Filmografi[6]
- Blåjackor (AB Wivefilm, 1945) - sjömilitär rådgivare
- Med Fylgia på långfärd (AB Sandrew-Ateljéerna, 1947) - regi
- Vår örlogsvakt (1948) - regi
- Chefen på kryss med Trollöga (Armé- Marin- och Flygfilm, 1948). Pedro Ahlmark, segelbåten Trollöga och två damer i huvudrollerna.[5]
- Räddning från sjunken ubåt (1949) - regi
- Långresan (AB Sandrew-Ateljéerna, 1949) - manus
- Malta : ett bildsvep från den historiska ön i Medelhavet (1949)
- Flottans glada gossar (AB Fribergs Filmbyrå, 1954) - sjömilitär rådgivare
- Vi vill, vi kan, vi skall (AB Suecia Film / Armé- Marin- och Flygfilm, 1956) - produktionschef

## Familj
Pedro Ahlmark var son till överste Carl Oscar Ahlmark (1859-1934) och Anna Beata Lund (1869-1947) och hade två syskon - en bror och en syster. Han gifte sig 1924 med Anna Cederström (1902-1980) och de fick barnen Pedro, Carl-Christian och Anne-Catherine.

## Utmärkelser[3][4]
- RSO - Svärdsorden, riddare eller ledamot.
- RBLeopO - Riddare av Belgiska Leopoldsorden.
- SVKSM - Sjövärnskårens silvermedalj.
- SLKSM - Riksförbundet Sveriges Lottakårers kungliga förtjänstmedalj i silver.
- SCFtfjGe.
- FMM - Finsk krigsminnesmedalj.